# Lycaena continentalis
Lycaena continentalis är en fjärilsart som beskrevs av Courvoisier 1912. Lycaena continentalis ingår i släktet Lycaena och familjen juvelvingar. Inga underarter finns listade i Catalogue of Life.